# Clean Sweep
Clean Sweep är en irländsk kriminal- och dramaserie från 2023 vars första säsong består av sex avsnitt. Serien är skapad av Gary Tieche som även skrivit seriens manus. För regin har Ronan Burke och Yves Christian Fournier svarat. Serien hade premiär på RTÉ 14 maj 2023 och visas på TV4 Play fr.o.m. 11 juni 2023.

## Handling
Serien kretsar kring polisfrun Shelly Mohan som är en engagerad trebarnsmamma. När en före detta pojkvän dyker upp hotas hennes trygga familjeliv och då drar hon sig inte för att döda. Vem är hon och vad hon gjort i det förflutna?

## Rollista i urval
- Charlene McKenna – Shelly Mohan
- Barry Ward – Jason Mohan
- Trevor Kaneswaran – Matt Wilson
- Adam Fergus – Charlie Lynch
- Rhys Mannion – Derek
- Katelyn Rose Downey – Caitlin Mohan
- Aidan McCann – Niall Mohan
- Jeanne Nicole Ni Áinle – Fiona
- Cathy Belton – Crichett
- Grace Collender – Doireann Carrick
- Youssef Quinn – Baxter
- Peter McCamley – DI Yeats